# Maurice Shadbolt
Maurice Francis Richard Shadbolt (n. 4 iunie 1932, Auckland Region⁠(d), Noua Zeelandă – d. 10 octombrie 2004, Taumarunui⁠(d), Manawatū-Whanganui Region⁠(d), Noua Zeelandă) a fost un scriitor neozeelandez, cunoscut pentru cartea sa Season of the Jew (Sezonul evreului, 1987).